# Loriculus philippensis
Papagaio-morcego-filipino ou lorito-filipino (Loriculus philippensis) é uma espécie de ave endémica das Filipinas pertencente à família chamada Psittacidae. Seus habitats naturais são florestas subtropicais ou tropicais húmidas de baixa altitude e regiões subtropicais ou tropicais húmidas de alta altitude.